# NGC 3503
NGC 3503 (również ESO 128-EN28) – mała mgławica emisyjna (również obszar H II), znajdująca się w gwiazdozbiorze Kila. Odkrył ją John Herschel 1 kwietnia 1834 roku. Mgławica ta jest jonizowana przez gwiazdy typu widmowego B należące do gromady otwartej Pismis 17 (OCl 833). Odległość do mgławicy jest szacowana na około 9,5 tys. lat świetlnych. Jest to rejon gwiazdotwórczy. Z mgławicą NGC 3503 powiązana jest też sąsiednia chmura gazu molekularnego SFO 62.